# Acua jezici
Acua jezici, naziv za podskupinu ge jezika kojim govore tri plemena na području Brazila koja pripadaju skupini Akwen ili Akuê, i dio je šire skupine centralnih ge jezika.
Predstavnici su: xakriabá ili Chakriaba [xkr] čiji je jezik izgleda nestao, a njime su govorili istoimeni Indijanci Xakriabá (Xacriabá, Xikriabá, Chicriabá, Chikriabá, Sakriabá) iz Minas Geraisa; xavánte ili Akuên [xav], 10.000 (2000 SIL) u 80 sela na Mato Grossu; i xerénte [xer] iz Tocantinsa, 1.810 (2000 ISA). Plemena Xavánte i Xerénte sami sebe nazivaju Akuê ili Akwen.

## Vanjske poveznice
- Ethnologue (14th)
- Ethnologue (15th)